# Бертольд Швейнфуртский
Бертольд фон Швейнфурт (Berthold von Schweinfurt) (ум. 15 января 980) — граф (941), граф в Раденцгау (960), граф в нижнем Наабе (961), граф в Фолькфельде (973), маркграф (976), граф в восточной Франконии (980).
Вероятно, Бертольд родился около 925 года. О его происхождении есть несколько версий:
- сын или внук Арнульфа Злого — герцога Баварии;
- сын Бертольда Баварского — брата Арнульфа;
- из рода Поппонидов.

Считается установленным, что братом или племянником Бертольда был Леопольд I, маркграф Австрии.
В 941 году графу Бертольду король Оттон I поручил охрану содержавшегося в заключении Лотаря II фон Вальбека. Тот вскоре был помилован, и через какое-то время выдал замуж за Бертольда свою дочь Айлику (иногда называется Айла или Айлисвинта).
Известны двое их детей:
- Генрих фон Швейнфурт (ум. 1017), маркграф Нордгау
- Букко, упом. 1003.

Согласно некрологу аббатства Фульда маркграф Бертольд умер в 980 году.